# Молоток Ігор Федорович
І́гор Фе́дорович Молото́к (нар. 4 червня 1967, Шостка, Українська РСР, СРСР) — народний депутат України VII, VIII та IX скликань, президент Федерації волейболу пляжного України (2024).
Голосував за закон України 12414, який був ухвалений з порушенням Регламенту Верховної Ради України та підпорядкував НАБУ та САП Генеральному прокурору.

## Життєпис
Ігор Молоток народився 1967 року в Шостці на Сумщині в робітничій родині. Після закінчення восьмого класу Шосткинської середньої школи № 9 у 1982 році вступив до Шосткинського професійно-технічного училища № 10, яке закінчив у 1985 році, здобувши спеціальність «Електромонтер». Того ж року почав трудову діяльність електромонтером Шосткинського заводу «Зірка», а в 1989 році перейшов до управлінні будівельного тресту «Шостхімстрой» на посаду електрика. У 1993 році був призначений заступником директора ТОВ «Вибір» у м. Шостка. В цей час навчався у Сумському державному університеті, який закінчив у 1995 році за спеціальністю «промислова електроніка». У 1995 році був призначений заступником директора ТОВ «ВІСТ» у м. Шостка (обіймав посаду до 2005 рр. і паралельно до 1997 року працював ТОВ «Вибір»). З 2000 р. працював також і в ТОВ «НЕКС ЛТД» (м. Шостка), спочатку заступником, а потім і директором. У 2003—2012 рр. — генеральний директор ТОВ «Вант» ЛТД, а в 2006-му також був обраний головою наглядової ради Шосткинської ТЕЦ. У 2010 р. був обраний депутатом Шосткинської міськради.
На парламентських виборах 28 жовтня 2012 року був обраний народним депутатом України по одномандатному мажоритарному виборчому округу № 160 (центр — м. Шостка), як самовисуванець. За результатами голосування здобув перемогу набравши 31,50 % (23 202) голосів виборців, обійшовши Шосткинського міського голову Миколу Ногу (17,20 %) та самовисуванця Миколу Талалу (17,12 %). Ще один Микола Нога — безпартійний та безробітний мешканець селища Бородянка Київської області посів шосте місце, набравши 3,32 % голосів.
У парламенті Ігор Молоток увійшов до складу фракції «Партії регіонів», однак 27 лютого вийшов з неї та вступив у депутатську групу «Суверенна європейська Україна». Працював у 2012—2013 рр. головою підкомітету з питань інвестиційних програм державного бюджету Комітету з питань бюджету.
На позачергових виборах до Верховної Ради 26 жовтня 2014 року безпартійний Ігор Молоток вдруге був обраний народним депутатом України VIII скликання по тому ж виборчому округу № 160 (центр м. Шостка на Сумщині), як самовисуванець. Він набрав 46,15 % або 29 957 голосів серед семи кандидатів. На другому місці опинився Іван Боршош, висунутий партією «Блок Петра Порошенка» з 29,94 % голосів.
Протягом цієї каденції був членом депутатської групи «Воля народу». 10 грудня 2014 року був обраний на посаду голови підкомітету з питань соціальних програм державного бюджету Комітету Верховної Ради України з питань бюджету. Також входив до складу Тимчасової слідчої комісії Верховної Ради України для проведення розслідування відомостей щодо фактів розкрадання в Збройних Силах України та підриву обороноздатності держави у період з 2004 по 2017 роки.
На місцевих виборах у 2015 році був обраний до Шосткинської міської ради (Сумська область) першим кандидатом від партії «Рідне місто». За цю політичну партію подано найбільше голосів — 1239 або 24,5 %.
Ігор Молоток утретє був обраний на позачергових виборах народних депутатів 21 липня 2019 року по тому ж виборчому округу № 160 (центр м. Шостка на Сумщині), як безпартійний самовисуванець. Він набрав 35,15 % або 22834 голосів серед одинадцяти кандидатів. На другому місці опинилася тимчасово не працююча Тетяна Сахнюк, висунута політичною партією «Слуга народу» з 22,30 % голосів.
Спочатку був позафракційним, а потім з 30 червня 2020 року долучився до парламентської групи партії «За майбутнє». З 2 вересня 2019 року працював на посаді голови підкомітету з питань державного фінансового контролю та діяльності Рахункової палати Комітету Верховної Ради України з питань бюджету.
На місцевих виборах у жовтні 2020 року Ігор Молоток був обраний депутатом Сумської обласної ради від політичної партії «За майбутнє» за яку проголосували 7,69 % виборців. Утім напередодні першої сесії він відмовився від мандату обласного депутата.
Після деокупації Сумщини в ході повномасштабного російського вторгнення в Україну на початку квітня 2022 року долучився до реалізації проєкту «ЩИТ-Фантом» на Сумщині. Зокрема, надав тепловізор та інше електрообладнання (5 камер відеоспостереження) для реалізації цього проєкту, розробленого під керівництвом Героя України, начальника Охтирського гарнізону Дениса Дикого (позивний — «Тренер»). Завдяки відеоспостереженню в рамках проєкту (встановлено 50 об'єктів відеоспостереження вздовж кордону на Сумщині) відбувається контроль ситуації прикордонниками та ЗСУ у Сумській області, які слідкують за порушенням кордонів України та відслідковуванням переміщення збройних формувань агресора в межах прикордонних зон.
З грудня 2022 по серпень 2023 року входив до складу Тимчасової слідчої комісії Верховної Ради України з питань розслідування фактів корупції на державних підприємствах, в установах та організаціях Національної академії аграрних наук України, як заступник голови. Крім того, з грудня 2023 по серпень 2024 року входив до складу Тимчасової спеціальної комісії Верховної Ради України з питань захисту майнових та немайнових прав внутрішньо переміщених та інших осіб, постраждалих внаслідок збройної агресії Російської Федерації проти України. А 29 жовтня 2024 року був обраний заступником голови Комітету, головою підкомітету з питань державного фінансового контролю та діяльності Рахункової палати Комітету Верховної Ради України з питань бюджету.

## Критика
Займався неособистим голосуванням та підкупом виборців. Отримував компенсацію на житло попри те, що мав власну квартиру. Також він носив годинник вартістю у річний дохід.
Посідає 15 місце у рейтингу відповідальності від «Слово і Діло» серед депутатів 9-го скликання (15-те місце).
У лютому-квітні 2016 отримав оцінку 78,99 зі 100 від Громадянської мережі «Опора» за показниками законодавчої роботи та посів 35 місце за ним.

## Громадська діяльність
Заступник голови Наглядової ради Сумського державного університету, згідно наказу міністерства освіти і науки від 29 липня 2022 року.
Долучився до роботи науковців та інженерів із Сумського державного університету з розробки проєкту «Робота-мисливця». Випробування відбулося 11 квітня 2023 року. А сам Ігор Молоток повідомив про його в ефірі телемарафону «Єдині новини», що ідею підказали військові, зокрема, легендарний «Да Вінчі», які перебувають на передньому краї та потребують засобів ближнього бою-підтримки, які керуються дистанційно. Безпілотний апарат, вагою близько 230 кг, озброєний кулеметом та двома РПГ, може вести вогонь по ворогам удень та вночі. Він оснащений акумулятором, якого вистачає на 1 годину роботи в бойовому режимі та на 8 годин патрулювання.
Щороку, напередодні Дня міста Шостки на Сумщині, починаючи з 2018 року, народний депутат Ігор Молоток кращим із кращих вручає Почесну відзнаку «Гордість Шостки», жителям, які внесли свій вклад у розвиток громади. Зокрема, на початку вересня 2024 року відбулася VI церемонія нагородження.
Ще з часів молодості Ігор Молоток приділяє значну увагу розвитку волейболу пляжного в Україні. Як президент Федерації волейболу Сумщини сприяв у 2019 році будівництву другої черги корпусу «Н» Сумського державного університету, в якому, серед іншого, було створено єдиний на той час в Україні комплекс пляжного волейболу. Урочисте відкриття відбулося у вересні 2019 року. У березні 2021 року Ігор Молоток анонсував про створення Державного центру олімпійської підготовки з пляжного волейболу на базі Сумського державного університету в Сумах рішенням Кабінету Міністрів України. У квітні 2024 року ініціював створення Федерації волейболу пляжного України, яку й очолив.